# Морабито, Рокко (гангстер)
Рокко Морабито (итал. Rocco Morabito; род. 13 октября 1966, Африко, Калабрия) — итальянский преступник, один из наиболее разыскиваемых членов Ндрангеты. Получил прозвище «кокаиновый король Милана» за организацию международной торговли наркотиками из Латинской Америки в Европу.

## Биография
Родился 13 октября 1966 года. Родители — Доменико Морабито и Кармела Модаффари. Является родственником Джузеппе Морабито.
С юности был вовлечён в деятельность Ндрангеты, специализируясь на контрабанде наркотиков. В двадцать лет переехал в Милан, где занял ведущую роль в наркоторговле, наладив устойчивые каналы поставок кокаина и схемы отмывания денежных средств. Уже через пять лет его стали называть «кокаиновым королём Милана».
Морабито способствовал установлению связей между Ндрангетой и южноамериканскими поставщиками кокаина, в частности, активно сотрудничая бразильской преступной группировкой Primeiro Comando da Capital. Имеет прозвище ‘u Tamunga.

## Арест
Полиция и Интерпол следили за Рокко Морабито с конца 1980-х. Его планировали арестовать в октябре 1994 года, в день его рождения, но он успел скрыться. В 1994 году Морабито бежал из Италии. Сменил несколько стран проживания, поселившись в итоге в Уругвае под вымышленным именем. В сентябре 2017 года он был задержан в Монтевидео после 23 лет бегства, однако в июне 2019 года совершил побег из уругвайской тюрьмы.
Повторно арестован в мае 2021 года в Бразилии. В июле 2022 года был экстрадирован в Италию, где был приговорён к 30 годам тюремного заключения.